# Podział administracyjny Samoa

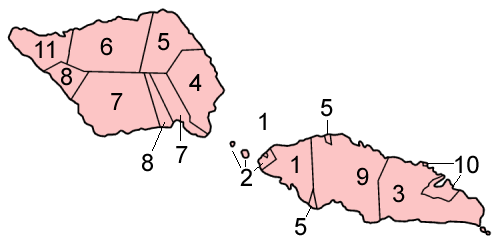
Podział administracyjny Samoa

Samoa dzieli się na 11 dystryktów (itūmālō), z których część skład się z kilku fragmentów leżących na obu głównych wyspach państwa.
- Dystrykty:
  - Aʻana
  - Aiga-i-le-Tai
  - Atua
  - Faʻasaleleaga
  - Gagaʻemauga
  - Gagaʻifomauga
  - Palauli
  - Satupaʻitea
  - Tuamasaga
  - Vaʻa-o-Fonoti
  - Vaisigano